# سنجاب زمینی آیداهو
سنجاب زمینی آیداهو (نام علمی: Urocitellus brunneus) نام یک گونه از سرده سنجاب‌های زمینی تمام‌شمالی است.